# Núria Velasco Pardo
Núria Velasco Pardo   (Lleida, 2 de març de 1985) és una exgimnasta rítmica catalana retirada que va competir en la modalitat de conjunts, sent olímpica a Atenes 2004, on va aconseguir la 7a plaça i el diploma olímpic. Posseeix a més diverses medalles en proves de la Copa del Món i altres competicions internacionals.

## Biografia esportiva

### Inicis[calcitació]
Es va iniciar en la gimnàstica rítmica amb 6 anys en el Club Patrícia de Lleida. Als pocs mesos la van federar i amb 7 anys va participar en el Campionat d'Espanya de Conjunts el 1992, celebrat a Màlaga, obtenint el 4t lloc en mans lliures, el 9è en pilotes i el 8è en la general de la categoria aleví. Des de llavors competiria en nombrosos Campionats d'Espanya tant en modalitat de conjunts com en individual. En el Campionat d'Espanya de Conjunts de Gijón el 1993 va ser 4a en aleví, i el 1994, en la mateixa categoria, medalla de plata. En el Campionat d'Espanya de Conjunts de 1995 a Múrcia va ser 12ª en categoria infantil, i per 1996, també com a infantil, va ser medalla de bronze en el Campionat d'Espanya de Conjunts d'Alacant. El 1997, novament en infantil, en el Campionat d'Espanya Individual per Equips a Gijón va ser 7a en corda, i posteriorment va ser 5ª en el Campionat d'Espanya de Conjunts a Sevilla. Ja com a júnior, el 1998 va ser 18ª en el Campionat d'Espanya Individual, i posteriorment va aconseguir la 5a plaça en el Campionat d'Espanya de Conjunts a Saragossa.
En 1999 va ser escollida per formar part de la selecció catalana, entrenant en el CAR de Sant Cugat, amb la qual va seguir competint en modalitat de conjunts i individual, encara que en aquesta modalitat sortia amb el nom del seu club. En el CAR va ser entrenada per Berta Veiga. Aquest any, en el Campionat d'Espanya Individual de Leganés va ser 13ª com a júnior, i en el Campionat d'Espanya de Conjunts a Valladolid va ser or en la general i en les finals per aparells amb la selecció catalana. En el Campionat d'Espanya Individual de 2000, disputat a Còrdova, va ser or per equips, plata en el concurs general, or en corda i bronze tant en cèrcol com en maces, tot això novament en categoria júnior. El 2000, en el Campionat d'Espanya de Conjunts disputat a Màlaga, va ser or en la general i en la final de maces i pilotes amb la selecció catalana.
En 2001, després del Campionat d'Espanya Individual de València, on va competir en primera categoria aconseguint el 9è lloc en el concurs general i el 8è lloc en corda, va començar a entrenar sota les ordres de Iratxe Aurrekoetxea, després que Berta Veiga deixés el CAR. Amb Iratxe va estar 4 mesos, fins que Nuria va ser convocada per la selecció espanyola.

### Etapa a la selecció nacional

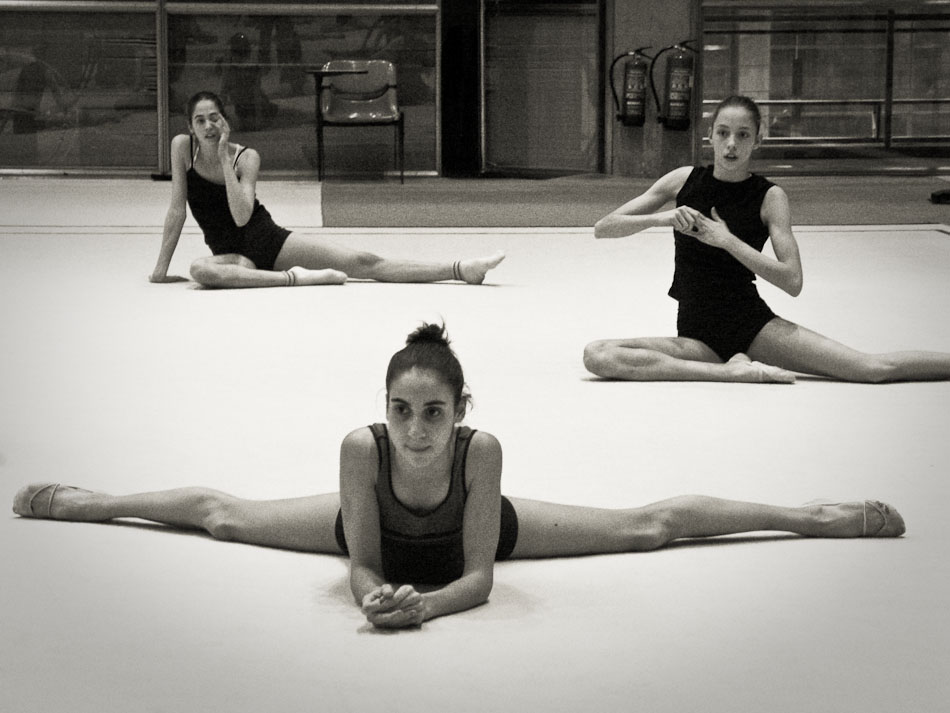
Núria Velasco (en primer pla) amb Bárbara González (al fons a l'esquerra) i Ana María Pelaz durant un entrenament a Madrid el 2003.

El 2 de febrer de 2002 es va incorporar a la selecció nacional de gimnàstica rítmica d'Espanya en la modalitat de conjunts. Va entrenar des de llavors una mitjana de 8 hores diàries al Centre d'Alt Rendiment de Madrid a les ordres primer de Rosa Menor i Noelia Fernández i des de 2004 d'Anna Baranova i Sara Bayón.
Inicialment va entrar com a titular en un aparell, participant en el Trofeu Sant Petersburg Pearls, on va aconseguir un 2n. lloc. No obstant això, una lesió de genoll li va impedir participar en el Campionat Mundial de Nova Orleans, sent la primera lesió greu de la seva carrera. Després de la recuperació i després de les vacances, es va incorporar al costat de les seves companyes per iniciar la nova temporada.
Per 2003, Nuria va ser titular en els dos exercicis. Al febrer, el conjunt va conquistar els 3 ors disputats en el Torneig Internacional de Madeira. En el Trofeu Sant Petersburg Pearls va aconseguir 3 medalles de bronze. Posteriorment, en el Triangular Internacional de Torrevella obté la plata en el concurs general. A l'abril de 2003 el conjunt espanyol va competir en el Campionat d'Europa de Riesa, en el qual va aconseguir el 6è lloc en el concurs general, el 7º en 3 cèrcols i 2 pilotes i el 8º en 5 cintes. Al setembre va disputar el Campionat del Món de Budapest, aconseguint novament el 6è lloc en el concurs general, i obtenint així la classificació pels Jocs Olímpics d'Atenes 2004. També van aconseguir el 7è lloc en 3 cèrcols i 2 pilotes, i el 6º en 5 cintes. El conjunt va estar integrat a l'inici de l'any per Nuria, Sonia Abejón, Blanca Castroviejo, Bárbara González, Lara González i Isabel Pagán, encara que Blanca Castroviejo es va retirar al maig, tornant a la titularitat Marta Linares.
Al febrer de 2004, en el Torneig Internacional de Madeira, el conjunt va obtenir 3 medalles de plata. En el Preolímpico d'Atenes, celebrat al març, va aconseguir la 6ª plaça en el concurs general. A l'abril de 2004, el conjunt va disputar el Volga Magical International Tournament de Nizhni Nóvgorod, una prova de la Copa del Món de Gimnàstica Rítmica, on va aconseguir el 4è lloc en el concurs general, el 5è en 3 cèrcols i 2 pilotes i el 4t en 5 cintes. Al maig, en la prova de la Copa del Món disputada en Duisburgo, va obtenir el 4è lloc tant en el concurs general com en les finals per aparells, així com en el concurs general de la prova celebrada en Varna al juliol. L'agost van tenir lloc els Jocs Olímpics d'Atenes, l'única participació olímpica de Núria. El conjunt espanyol va obtenir el passi a la final després d'aconseguir la 8ª plaça en la qualificació. Finalment, el 28 d'agost va aconseguir la 7ª posició en la final, per la qual cosa va obtenir el diploma olímpic. El conjunt per als Jocs estava integrat per Nuria, Sonia Abejónt, Bárbara González, Marta Linares, Isabel Pagán i Carolina Rodríguez. Encara que formaven part, com a suplents, de l'equip nacional aquell any, Lara González i Ana María Pelaz es van quedar fora de la convocatòria per als Jocs, per la qual cosa el seu paper es va limitar a animar a les seves companyes des de la graderia del pavelló atenès.

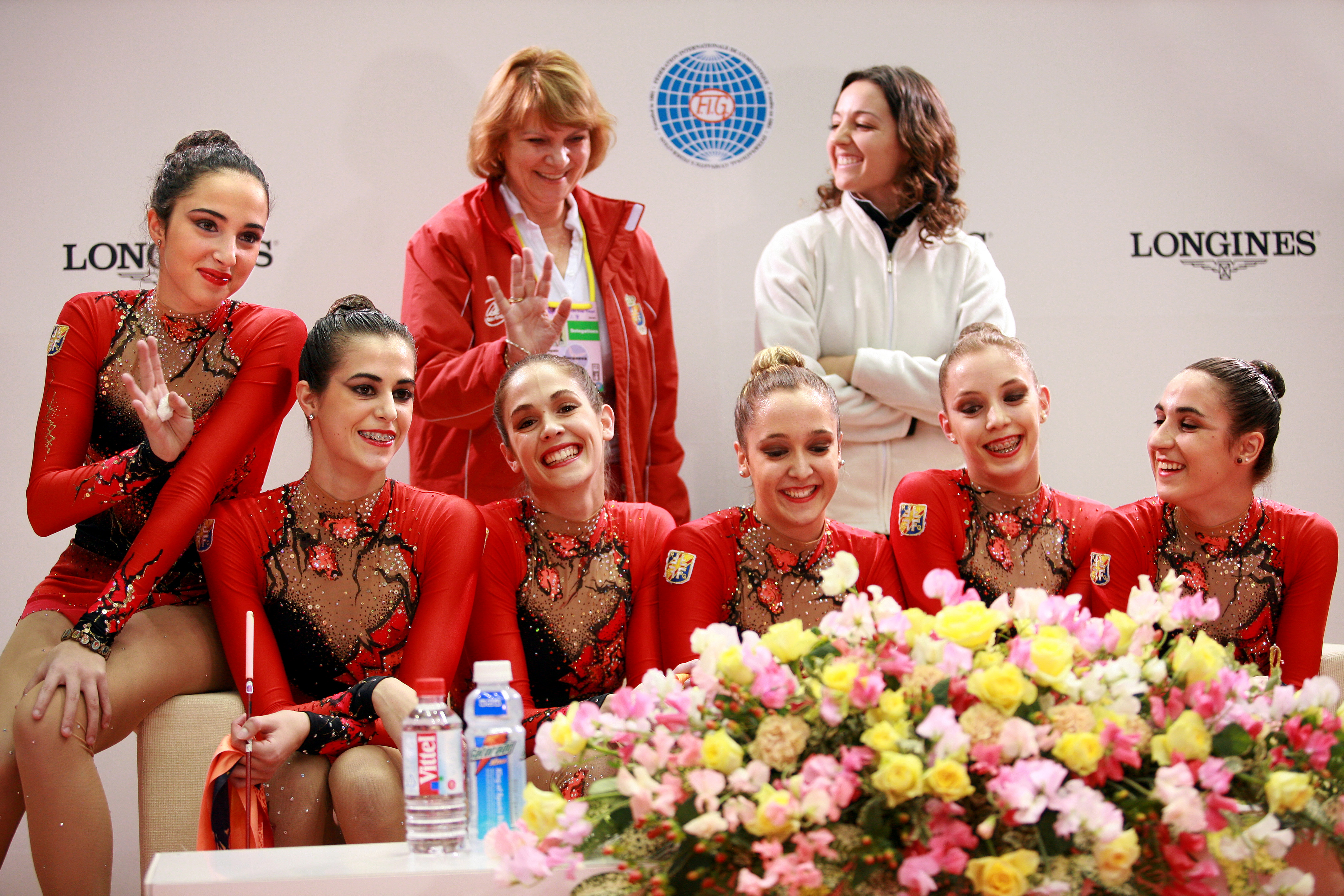
Nuria (primera a la dreta) amb el conjunt en la Final de la Copa del Món a Mie (2006), la seva última competició.

Per 2005, la nova seleccionadora nacional era Anna Baranova, sent també des de llavors entrenadora del conjunt al costat de Sara Bayón. En el Campionat del Món de Bakú, el conjunt va obtenir el 7è lloc en el concurs general i el 6º en 3 cèrcols i 4 maces. El conjunt el van formar aquest any Núria, Bárbara González, Lara González, Marta Linares, Isabel Pagán i Ana María Pelaz.
A principis de març de 2006, el conjunt espanyol obté 3 medalles de plata en el Torneig Internacional de Madeira. Al setembre, en la prova de la Copa del Món celebrada en Portimão, el conjunt aconsegueix el bronze en 5 cintes i la plata en 3 cèrcols i 4 maces, a més del 5è lloc en el concurs general. Aquest mateix mes, en el Campionat d'Europa de Moscou va aconseguir el 5è lloc en el concurs general i el 5è lloc en la final de 5 cintes. Al novembre el combinat espanyol va participar en la Final de la Copa del Món en Mie, on va obtenir el 5è lloc en 5 cintes i el 8º en 3 cèrcols i 4 maces. El conjunt era pràcticament el mateix que l'any anterior però amb Violeta González substituint a Marta Linares.
La Final de Copa del Món a Mie en 2006 va ser la seva última competició. El 2007 va ser apartada de la titularitat i va passar a ser part del conjunt suplent, retirant-se al juny. El 17 de juny de 2007, en el Campionat d'Espanya Individual disputat a Logronyo, se li va oferir un homenatge per la seva trajectòria esportiva amb motiu de la seva retirada. Aquest acte va servir a Núria com a comiat de les seves companyes i de l'equip tècnic del conjunt nacional. En l'actualitat és Tècnica d'Educació Infantil i és a més entrenadora de gimnàstica rítmica en el Club Natació Lleida al costat de la també exgimnasta Gina Pérez.

## Música dels exercicis
| Any         | Aparells                                   | Música |
| ----------- | ------------------------------------------ | --- |
| 2002        | 5 cintes                                   | Medley dels temes «Panamericana Suite» de Paquito D'Rivera, «New Arrival» de Tito Puente, «Caridad Amaro» de Chucho Valdés, «Afro-Cuban Jazz Suite» de Chico O'Farrill i «Oye cómo viene» de Chano Domínguez, pertanyents a la banda sonora de Calle 54. |
| 2002        | 3 cordes i 2 pilotes                       | «Paisaje espanyol», de Ricardo García. |
| 2003        | 5 cintes                                   | «Paisaje espanyol», de Ricardo García i «Zorro's Theme», de la banda sonora de la màscara del Zorro, composta per James Horner. |
| 2003        | 3 cèrcols i 2 pilotes                      | «All That Jazz» del musical Chicago, composta per John Kander i Fred Ebb. |
| 2004        | 5 cintes                                   | «Paisaje espanyol», de Ricardo García, «Havanera» de l'òpera Carmen de Georges Bizet, i Malagueña d'Ernesto Lecuona. |
| 2004        | 3 cèrcols i 2 pilotes (Inici de temporada) | Temes «Peacemaker» i «Chase» de la banda sonora de The Peacemaker, composta per Hans Zimmer. |
| 2004        | 3 cèrcols i 2 pilotes (JJ.OO. d'Atenes)    | Temes «Red Warrior», «Theme» i «Spectres in the Fog», de la banda sonora de l'últim samurai, composta per Hans Zimmer. |
| 2005 - 2006 | 5 cintes                                   | «El conquistador» de Maxime Rodriguez. |
| 2005        | 3 cèrcols i 4 maces                        | «Camina y ven» de David Bisbal i «Sphynx» de Giampiero Ponte. |
| 2006 - 2007 | 3 cèrcols i 4 maces                        | «Tristan & Iseult» de Maxime Rodriguez. |

## Palmarès esportiu[calcitació]

### A nivell de club
| 1992 - Campionat d'Espanya de Conjunts a Màlaga 8è lloc en concurs general (categoria aleví) 4è lloc en mans lliures 9è lloc en pilota 1993 - Campionat d'Espanya de Conjunts a Gijón 4t lloc en concurs general (categoria aleví) Plata en mans lliures 4t lloc en corda 1994 - Campionat d'Espanya de Conjunts a Gijón Plata en concurs general (categoria aleví) Plata en mans lliures 7è lloc en pilota Or en la final de pilota 1995 - Campionat d'Espanya de Conjunts a Múrcia 12è lloc en concurs general (categoria infantil) 10è lloc en mans lliures 12è lloc en pilota 1996 - Campionat d'Espanya de Conjunts a Alacant Bronze en concurs general (categoria infantil) Bronze en mans lliures Bronze en cordes i pilotes 1997 - Campionat d'Espanya Individual a Gijón 7è lloc en corda (categoria infantil) - Campionat d'Espanya de Conjunts a Sevilla 5è lloc en concurs general (categoria infantil) Bronze en mans lliures 5è lloc en cordes | 1998 - Campionat d'Espanya Individual a Barcelona 4t lloc en corda (categoria infantil) Bronze en cèrcol - Campionat d'Espanya de Conjunts a Saragossa 6è lloc en concurs general (categoria júnior) 5è lloc en la final (5 cintes) 1999 - Campionat d'Espanya Individual a Leganés 10è lloc en general (categoria júnior) Bronze en cèrcol 4t lloc en corda - Campionat d'Espanya de Conjunts a Valladolid (amb l'A.G.R. Catalunya) Or en concurs general (categoria júnior) Or en la final (5 cintes) 2000 - Campionat d'Espanya Individual a Còrdova Or per equips (categoria júnior) Plata en concurs general Or en corda Bronze en cèrcol Bronze en maces - Campionat d'Espanya de Conjunts a Màlaga (amb l'A.G.R. Catalunya) Or en concurs general (categoria júnior) Or en la final (4 maces i 3 pilotes) 2001 - Campionat d'Espanya Individual a València 9è lloc en concurs general (primera categoria) 8è lloc en corda |

### Selecció espanyola
| 2002 - Trofeu Sant Petersburg Pearls Plata en concurs general Resultat en les finals desconegut 2003 - Torneig Internacional de Madeira Or en concurs general Or en 5 cintes Or en 3 cèrcols i 2 pilotes - Trofeu Sant Petersburg Pearls Bronze en concurs general Bronze en 5 cintes Bronze en 3 cèrcols i 2 pilotes - Triangular Internacional de Torrevella Plata en concurs general - Torneig Internacional de Thiais 7è lloc en concurs general 7è lloc en 5 cintes - Campionat d'Europa de Riesa 6è lloc en concurs general 8è lloc en 5 cintes 7è lloc en 3 cèrcols i 2 pilotes - Grand Prix de Sofia 4è lloc en concurs general Plata en 5 cintes Bronze en 3 cèrcols i 2 pilotes - Campionat del Món de Budapest 6è lloc en concurs general 6è lloc en 5 cintes 7è lloc en 3 cèrcols i 2 pilotes 2004 - Torneig Internacional de Madeira Plata en concurs general Plata en 5 cintes Plata en 3 cèrcols i 2 pilotes - Preolímpico d'Atenes 6è lloc en concurs general - Volga Magical International Tournament / Prova de la Copa del Món en Nizhni Nóvgorod 4è lloc en concurs general 4è lloc en 5 cintes 5è lloc en 3 cèrcols i 2 pilotes - German Rhythmic Gymnastics Open / Prova de la Copa del Món en Duisburgo 4è lloc en concurs general 4è lloc en 5 cintes 4è lloc en 3 cèrcols i 2 pilotes - Prova de la Copa del Món en Varna 4è lloc en concurs general - Jocs Olímpics d'Atenes 2004 8è lloc en qualificació 7è lloc en final i diploma olímpic | 2005 - AGF Cup / Prova de la Copa del Món a Bakú 4è lloc en 5 cintes Bronze en 3 cèrcols i 4 maces - Grand Prix de Deventer / Alfred Vogel Cup 5è lloc en concurs general 4è lloc en 5 cintes 5è lloc en 3 cèrcols i 4 maces - Grand Prix de Berlín / Berlin Masters Bronze en concurs general Bronze en 5 cintes Bronze en 3 cèrcols i 4 maces - Henkel Rhythmic Gymnastics / Prova de la Copa del Món en Düsseldorf 4è lloc en concurs general 5è lloc en 5 cintes 4è lloc en 3 cèrcols i 4 maces - Campionat del Món de Bakú 7è lloc en concurs general 6è lloc en 3 cèrcols i 4 maces 2006 - Torneig Internacional de Madeira Plata en concurs general Plata en 5 cintes Plata en 3 cèrcols i 4 maces - Grand Prix de Thiais 5è lloc en concurs general Resultat en finals desconegut - Prova de la Copa del Món a Gènova 6è lloc en concurs general 10è lloc en 5 cintes 9è lloc en 3 cèrcols i 4 maces - Prova de la Copa del Món en Portimão 5è lloc en concurs general Bronze en 5 cintes Plata en 3 cèrcols i 4 maces - Campionat d'Europa de Moscou 5è lloc en concurs general 5è lloc en 5 cintes - Final de la Copa del Món en Mie 5è lloc en 5 cintes 8è lloc en 3 cèrcols i 4 maces |

## Filmografia

### Programes de televisió
| Programes de televisió | Programes de televisió      | Programes de televisió | Programes de televisió                              |
| Any                    | Títol                       | Cadena                 | Notes                                               |
| ---------------------- | --------------------------- | ---------------------- | --------------------------------------------------- |
| 2001                   | Nadal a 3 bandes            | TV3                    | Convidada al costat d'Almudena Cid i Esther Escolar |
| 2002                   | Escuela del deporte         | La 2 de TVE            | Aparició en reportatge                              |
| 2004                   | El sueño olímpico. ADO 2004 | La 2 de TVE            | Entrevistada en reportatge                          |
| 2007                   | Olímpics. ADO 2008          | La 2 de TVE            | Aparició en reportatge                              |